# Władysław Pawlak
Władysław Pawlak, né le 27 juin 1932, à Moszczanka, en Pologne et décédé le 24 juin 1999, à Varsovie, en Pologne, est un ancien joueur et entraîneur de basket-ball polonais.

## Palmarès
- Champion de Pologne 1956, 1957, 1960, 1961, 1963